# Остер-Орштедт
Остер-Орштедт (нім. Oster-Ohrstedt) — громада в Німеччині, розташована в землі Шлезвіг-Гольштейн. Входить до складу району Північна Фризія. Складова частина об'єднання громад Фіель.
Площа — 11,29 км2. Населення становить 644 ос. (станом на 31 грудня 2020).